# Collège protestant français
Le Collège Protestant Français de Beyrouth (CPF) est un établissement scolaire international français situé rue Madame Curie à Beyrouth au Liban. Fondé en 1925, il va de la petite section à la terminale et compte à la rentrée 2024  : 1546 élèves. En 2020, il comptait environ 1 700 élèves.
L'établissement est non-confessionnel, neutre, membre du réseau de l'Agence pour l'enseignement français à l'étranger.

## Histoire
L'établissement est fondé en 1862 sous le nom de Collège-orphelinat des diaconesses de Kaiserswerth, par un mouvement fondé par le pasteur allemand Theodor Fliedner, axé sur la diaconie et qui fait alors porter un effort missionnaire important sur le Proche-Orient. Il s'agit d'une école de langue allemande pour filles, associée à une église protestante de confession luthérienne. 
Après la Première Guerre mondiale, l'Empire ottoman est dépecé par les alliés français et anglais. L’État du Grand Liban est créé au sein du mandat français sur la Syrie. Les missions allemandes y sont interdites par l’article 438 du traité de Versailles. En 1925, le collège et l'église sont confiés à la  Fédération protestante de France et la gestion de l’établissement est assurée par une association de droit français : Présence Protestante Française au Liban dont le Président est Anis Nassif. Le temple devient une église protestante de langue française et de confession réformée, l'église protestante française au Liban,.
Selon le "Dictionnaire insolite du Liban", l'établissement va former dès 1927 "les jeunes filles protestantes, grecques orthodoxes et musulmanes des familles désireuses de donner à leur descendance une éducation avec une langue européenne qui ne soit pas l'anglais des écoles américaines".
En 1956, le Collège Protestant Français quitte l'ancien bâtiment du quartier de Ain-Mreissé pour celui de Koraytem. Un nouveau bâtiment est construit rue Madame Curie sur un terrain qui appartient à la France. L'établissement, privé, accueille dans un esprit d'ouverture et de tolérance des jeunes filles libanaises issues de familles de toutes confessions, notamment chrétiennes protestantes et grecques orthodoxes, et musulmanes sunnites, chiites et druzes.  Le collège, d'abord réservé aux filles, devient mixte à partir de 1971. A cette date, 70% des élèves sont Libanais. En 1976 est supprimé le traditionnel culte du matin, consistant en une récitation du Notre Père, un cantique et une allocution de la Directrice. En 2004, le cours de Bible est remplacé par un cours du fait religieux, dispensé par une enseignante diplômée en histoire comparée des religions.
Le 31 janvier 2019, Présence Protestante Française au Liban annonce la reprise du Montana International College et le renomme CPF Montana. Le 18 juin 2019, est inauguré un nouveau centre sportif et culturel en présence de Bruno Foucher, ambassadeur de France au Liban. Les élèves sont alors à 90% Libanais.

## Structures
Le Collège Protestant Français s'étend aujourd'hui sur une superficie de 6 500 m2 de bâtiments et 16 000 m2 de jardins. Situé dans le quartier de Koraytem, c'est un lieu aéré et arboré, doté de jardins aménagés et d’infrastructures sportives de qualité. Plusieurs bâtiments se succèdent : bâtiment principal, bâtiment des sciences, bâtiment des maternelles, nouveau centre sportif... En 1954, les plans sont confiés aux architectes Michel Ecochard et Claude Lecœur. Le nouveau Collège ouvre ses portes, rue Mme Curie, en janvier 1956. Le Collège est entré dans le nouveau millénaire en ayant rénové et modernisé ses salles de sciences, son Centre de Connaissance et de Culture, son école maternelle et ses locaux administratifs. Il scolarise aujourd'hui plus de 1 550 élèves, de la petite section de Maternelle au Baccalauréat.

## Offre de formation
Le Collège Protestant Français propose une scolarité suivie de la maternelle (Petite Section) à la Terminale. Il propose à ses élèves un enseignement en trois langues : français, anglais et arabe. À partir de la classe de 5e, les élèves dispensés du brevet libanais ont un renforcement en anglais de 2h par semaine (ELCE :  Enseignement de langue et culture européenne) À partir de la classe de 4e, les élèves dispensés du Brevet libanais suivent en plus un enseignement en espagnol. Les élèves libanais passent le brevet libanais en 3e, alors que les élèves qui possèdent une autre nationalité peuvent en être dispensés et passent le brevet français. 

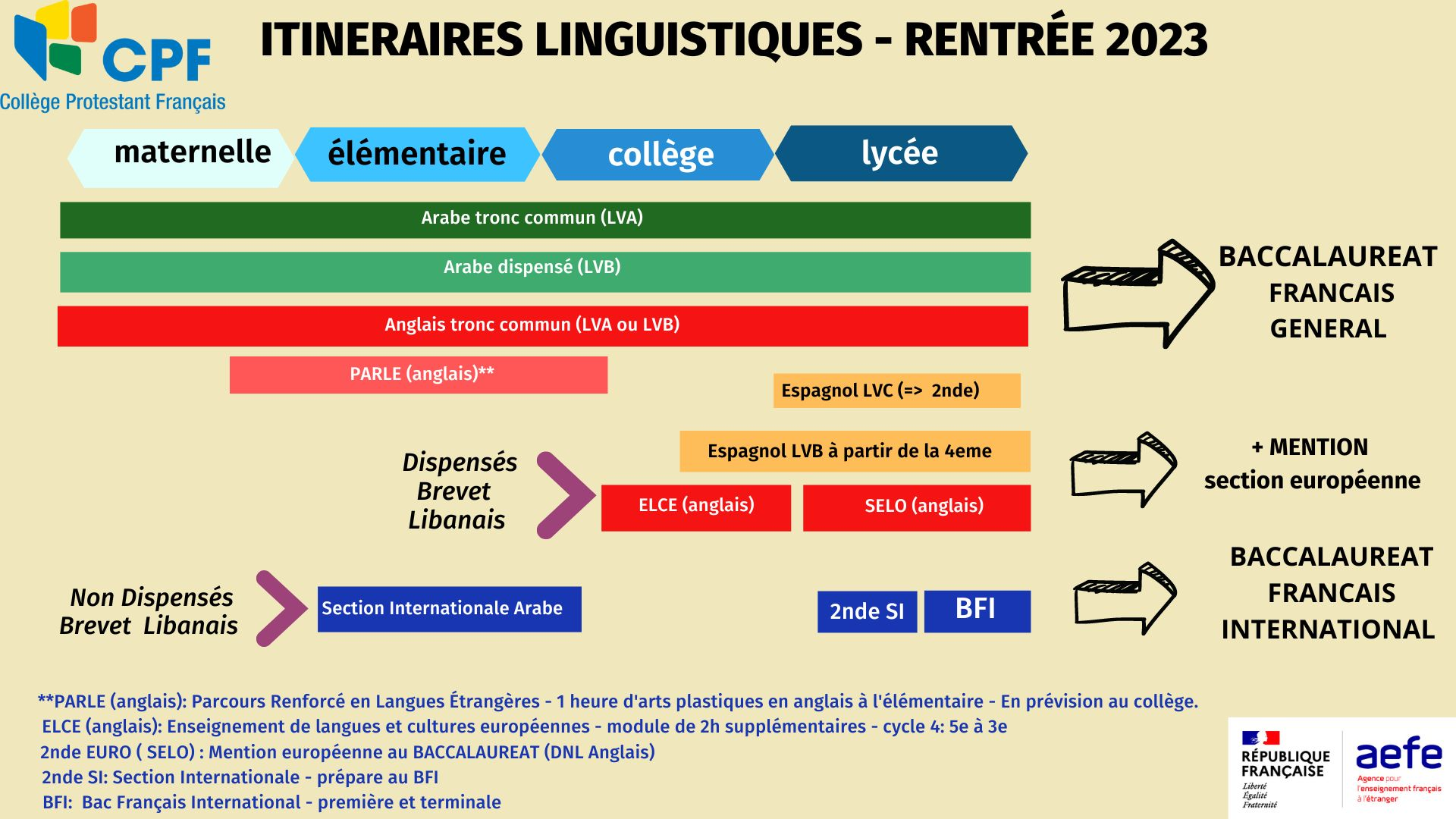

À partir de la 2de, il y a trois possibilités : la première, ce sont les élèves qui vont suivre la section internationale. En 1re et en Tle, cette option devient le BFI, Bac Français International proposé dans une version trilingue : français, arabe et anglais. 
La seconde, ce sont les élèves dispensés du brevet libanais, qui, à partir de septembre 2023, auront un baccalauréat avec une mention section européenne.
La troisième possibilité, c’est une filière dite traditionnelle (sans sections linguistiques particulières). 
Les 7 spécialités proposées par le CPF pour le cycle terminal sont les suivantes : Histoire, Géographie, Géopolitique et Sciences Politiques (HGGSP), Humanités, Littérature et Philosophie (HLP), Langues, Littératures et Civilisations Etrangères – Anglais (LLCE), MATHS, Physique-Chimie (PC), Sciences économiques et sociales (SES), Sciences de la vie et de la Terre (SVT).
Le CPF propose 5 enseignements optionnels aux élèves de Première et de Terminale :
- Arts plastiques
- Cinéma
- EPS
- Espagnol LVC
- Théâtre

Ces enseignements sont offerts à tous les élèves quel que soit leur parcours. (sauf l'espagnol LVC, inaccessible aux élèves de la section internationale).
Les enseignements optionnels propres à la classe de terminale (« mathématiques complémentaires », « mathématiques expertes » et « DGEMC – droit et grands enjeux du monde contemporain ») permettent éventuellement aux élèves d’élargir les possibilités d’études supérieures.

## Certifications
Le CPF prépare ses élèves à différentes Certifications :
- Certifications de compétences numériques, PIX : PIX est un outil permettant d'évaluer en ligne les compétences numériques des élèves à partir de la classe de 5eme. PIX détermine s'ils maîtrisent les savoir-faire définis par le cadre de référence des compétences numériques (CRCN). Ce référentiel rassemble les compétences numériques à maîtriser durant la scolarité. L'utilisateur obtient une certification de son niveau de compétence. Les élèves s'entraînent toute l'année pendant leurs cours sur une plate-forme qui leur permet de progresser ; en classe de 3eme et de Tle, une session officielle de validation des compétences est officiellement organisée et un certificat est délivré aux élèves en fin d'année. PIX évalue 16 compétences numériques dans les 5 domaines d'activité suivants :

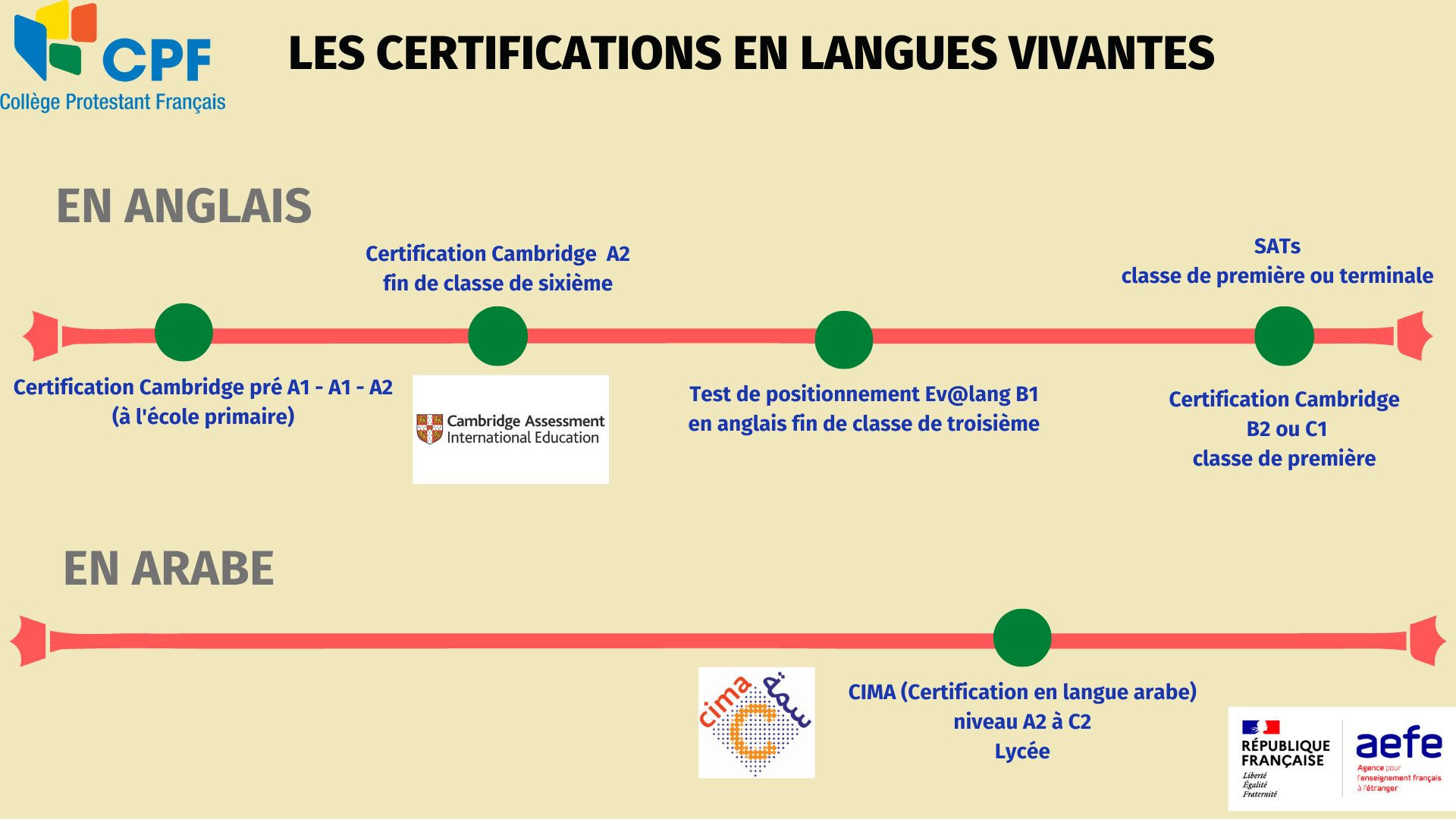

- Informations et données
- Communication et collaboration
- Création de contenu
- Protection et sécurité
- Environnement numérique

- Certifications de compétences en langue anglaise, CAMBRIDGE : pour la session de juin 2022, le CPF a présenté 192 élèves à la certification de Cambridge, du niveau CE1 à la 6eme.  110 élèves sur 192 (57%) ont obtenu le score maximal, ce qui donne de manière synthétique :
   - 31 élèves Starters /66 ont obtenu le score maximal (47% des élèves)
   - 31 élèves Movers /43 ont obtenu le score maximal (72% des élèves)
   - 19 élèves Flyers /41 ont obtenu le score maximal (46% des élèves)
   - 29 élèves Key /42 ont obtenu le score maximal (Niveau B1 du CCRL) (70% des élèves)
- Certifications de compétences en langue arabe, CIMA : Le Certificat International de Maîtrise en Arabe est le tout premier certificat reconnu internationalement pour la langue arabe. Le CPF est le premier centre officiel au Liban qui donne l’opportunité aux élèves, à partir de 15 ans, de valider leur niveau en arabe moderne standard à partir de l'automne 2022. 

## Résultats
Pour la session 2024, les résultats sont les suivants :
105 candidats se sont présentés au Baccalauréat Français, Voie Générale (dont 20 élèves en section BFI trilingue, ARABE LVA et ANG - AMERICAIN LVB) : 
- 2% admis  
- 23% admis mention Assez Bien 
- 45%  admis mention Bien 
- 22% admis mention Très Bien
- 8% admis mention Très Bien avec les Félicitations du jury

## Personnalités

### Proviseurs
| N° | Rentrée | Sortie  | Nom                     |
| -- | ------- | ------- | ----------------------- |
| 1  | 1928    | 1965    | Mlle Louise Wegmann     |
| 2  | 1965    | 1968    | Mlle Martine Charlot    |
| 3  | 1968    | 1986    | Mme Françoise Bordreuil |
| 4  | 1986    | 1992    | M. Jean-Paul Ollier     |
| 5  | 1992    | 1998    | M. Emile Bourlier       |
| 6  | 1998    | 2003    | M. Joachim Helmlinger   |
| 7  | 2003    | 2008    | Mme Michèle Eyrard      |
| 8  | 2008    | 2013    | M. André Servant        |
| 9  | 2013    | 2019    | M. Bruno Jacquier       |
| 10 | 2019    | 2024    | M. Olivier GAUTIER      |
| 11 | 2024    | Présent | M. Matthieu RAYNAUD     |

### Anciens élèves célèbres
- Leila Bissat[15]
- Delphine Seyrig[16]
- Leïla Shahid[16]
- May Habib Khoury Saade[16]
- Myrna Bustany[16]
- Salah Stétié[16]
- Abir Taha Audi[17]
- Nayla Khayat[18]
- Rania Stephan